# Manticora
Manticora – zespół muzyczny z Danii grający power metal, założony w 1996 roku.

## Członkowie zespołu
- Lars F. Larsen – śpiew
- Kristian H. Larsen – gitara
- Kasper Gram – gitara basowa
- Mads Volf – perkusja
- Martin Arendal – gitara

### Muzycy sesyjni
- Finn Zierler – instrumenty klawiszowe
- Martin Jørgensen – instrumenty klawiszowe
- Teddy Möller – growl

### Byli członkowie
- Rene Nielsen – gitara basowa
- Flemming Schultz – gitara
- Jeppe Eg Jensen – instrumenty klawiszowe
- Stefan Johansson – gitara
- Andreas Lindahl – instrumenty klawiszowe

## Historia

### Fear Itself
Historia grupy zaczyna się w roku 1992, kiedy Lars F. Larsen oraz Kristian H. Larsen grali wspólnie w grupie Fear Itself, z którą wydali trzy dema. Początkowo muzycy grupy myśleli o graniu thrash metalu, jednak z czasem zaczęły wykształcać się wśród nich różne gusta muzyczne. Spory odnośnie do gatunku doprowadziły ostatecznie do rozpadu zespołu.

### Dead End Solution
W kwietniu 1996 roku Lars skontaktował się z Madsem Volfem (Rip'n Tear) i spytał go, czy nie chciałby grać starego, dobrego power metalu. Otrzymał odpowiedź twierdzącą i następnego ranka zadzwonił do Kristiana z wiadomością, że mają nowego perkusistę.
Pierwszego dnia istnienia zespołu we trzech napisali utwór „Dead End Solution”.
Jakiś czas później dołączył do nich szwagier Madsa Rene Nielsen i w ten sposób uformował się pierwszy pełny skład, w którym muzycy napisali jeszcze cztery utwory, zarejestrowane później na EP Dead End Solution.
Muzyka zespołu znacznie się przez ten czas zmieniła w stosunku do Fear Itself, dlatego muzycy postanowili zmienić nazwę grupy na Manticore.
Wraz z kolejnym demem o zespole zaczęło być coraz głośniej i dostał on propozycję kontraktu od Intromental Records, którą zaakceptował.
Wtedy też odezwała się do nich inna grupa o tej samej nazwie pochodząca z Australii z prośbą o zmianę nazwy. Jako że zespół otrzymał już pozytywne recenzje w różnych pismach branżowych, jego członkowie postanowili zmienić jedynie ostatnią literę i w ten sposób powstała Manticora.

### Roots Of Eternity
Latem 1998 roku Manticora dostała kolejną propozycję kontraktu, tym razem od Black Lotus Records.
Zaczęły się poszukiwania gitarzysty oraz klawiszowca, którzy zagraliby na planowanym pierwszym albumie grupy. Ostatecznie do zespołu dołączyli Flemming Schultz oraz Jeppe Eg Jensen.
Dwa tygodnie później album został zarejestrowany w studiu w Aabenraa. Na całym świecie został wydany w lipcu 1999 r. Album zebrał bardzo dobre opinie i zespół rozpoczął przygotowania do swojej pierwszej europejskiej trasy koncertowej.

### Darkness With Tales To Tell
Trasa jednak z pewnych przyczyn nie doszła do skutku i grupa, teraz już sześcioosobowa, rozpoczęła prace nad nowym albumem.
Jednocześnie jednak zaczęły się problemy z Black Label Records i zespół ostatecznie zerwał z tą wytwórnią kontrakt na rzecz Scarlet Records, który w kwietniu 2001 roku wydał drugi album Manticory, zatytułowany "Roots Of Eternity".
Album ponownie został bardzo dobrze przyjęty na całym świecie i grupa zyskiwała coraz bardziej ugruntowaną pozycję w świecie metalu.
Po wydaniu albumu Rene Nielsen postanowił opuścić zespół z powodów osobistych. Zaczęły się poszukiwania nowego basisty, którym został Kasper Gram.
Niedługo potem odszedł Flemming Schultz, jednak grupa postanowiła mimo wszystko zacząć pisać swój pierwszy album koncepcyjny.
W krótkim czasie teksty były napisane, zaraz za nimi przyszła muzyka i album był gotowy do nagrania, jednak w dalszym ciągu brakowało gitarzysty. I tym razem jednak nie trzeba było długo czekać. Do zespołu na trzy tygodnie przed wejściem do studia dołączył Martin Arendal i w ten sposób uformował się skład na następny album.

### Hyperion
Trzeci album, zatytułowany "Hyperion", został nagrany ponownie w studiu w Aabenraa, zmiksowany w Jailhouse Studios i wydany w październiku 2002 roku.
Po wydaniu albumu ponownie nastąpiły zmiany personalne. Tym razem zespół opuścił Jeppe Eg Jensen, który musiał skoncentrować się na studiach i nie miał dość czasu dla Manticory. Zespół jednak nie szukał nowego klawiszowca, ponieważ stwierdził, że może objeść się bez niego, a w czasie trasy promującej "Hyperion" zagrał ich znajomy, Martin Jørgensen.

### 8 Deadly Sins
Po wydaniu trudnego, koncepcyjnego materiału, zespół postanowił nagrać "zwykły" album, jednak nie udało im się to, ponieważ cały czas przychodziły im do głowy nowe koncepty. Po długej rozmowie (i kilku piwach) postanowili, że to najwyraźniej nie czas na normalny album i zaczęli tworzyć nowy album koncepcyjny.
Po kilku miesiącach mieli gotowy pomysł i teksty i zaczęli pisać muzykę. Postanowili, że tym razem muzyka będzie trochę wolniejsza, bardziej melodyjna i klimatyczna, co miało na celu podkreślenie roli tekstów.
Tym razem album został w całości nagrany i zmiksowany w Jailhouse Studios z Tommim Hansenem w roli producenta.
Jako że Manticora nie miała w tym czasie własnego klawiszowca do nagrania partii klawiszy został zaproszony Finn Zierler z Beyond Twilight, który nie tylko nagrał partie klawiszy, ale również pomagał przy aranżacji utworów.
Kolejną zmianą było również danie Larsowi wolnej ręki w sprawie nagrywania wokali. Pozwoliło to na lepsze dopracowanie dźwięku zarówno jego wokalu, jak i chórów.
Również Martin Arendal miał większą swobodę, ponieważ mógł nagrywać w drugim studiu obok reszty ekipy i spokojnie dopracowywać dźwięk.
W międzyczasie zmienił się też wydawca. Scarlet Records zostało zastąpione przez Massacre Records, które wydało również reedycje wszystkich wcześniejszych albumów grupy (z wyjątkiem EP).
Po nagraniu albumu grupa po raz pierwszy ruszyła na dużą, europejską trasę koncertową, która rozpoczęła się 2 lutego 2003 roku w Mediolanie, gdzie Manticora grała dla około 1000 osób...bez odsłuchu. Stało się tak, ponieważ sprzęt grupy Angra, z którą grali, stał jeszcze na lotnisku, podczas gdy Manticora już zaczynała grać.

### The Black Circus Part 1 – Letters
Po razy trzeci w historii Manticora weszła do studia w celu nagrania albumu koncepcyjnego. Najpierw miał to być album podwójny, jednak później został rozdzielony na dwie oddzielne płyty. Od samego początku zespół planował wejście do Jailhouse Studios na dłuższy czas i zarejestrowanie całego materiału naraz, by mieć pewność spójności pomiędzy częściami.
Albumy zostały nagrane w tym samym, pięcioosobowym składzie. Producentem również został ten sam człowiek (Tommy Hansen).
Pierwsza część została wydana nakładem Massacre Records w roku 2006.

### The Black Circus Part 2 – Disclosure
Nagrany już wcześniej album został zmiksowany na początku 2007 roku w tym samym studiu i wydany pod koniec maja przez Locomotive Music.
Na początku października miała odbyć się europejska trasa u boku Kinga Diamonda, która została odwołana ze względu na problemy zdrowotne Kinga.

## Dyskografia
| Data wydania  | Tytuł                                | Wydawca                              | The Billboard 200 | Sprzedaż w USA |
| ------------- | ------------------------------------ | ------------------------------------ | ----------------- | -------------- |
| 1997          | Dead End Solution (EP)               | Intromental Records                  |                   |                |
| lipiec 1999   | Roots of Eternity                    | Black Lotus Records/Massacre Records |                   |                |
| kwiecień 2001 | Darkness With Tales to Tell          | Scarlet Records/Massacre Records     |                   |                |
| 2002          | Hyperion                             | Scarlet Records/Massacre Records     |                   |                |
| 2004          | 8 Deadly Sins                        | Massacre Records                     |                   |                |
| 2006          | The Black Circus Part 1 - Letters    | Massacre Records                     |                   |                |
| maj 2007      | The Black Circus Part 2 - Disclosure | Locomotive Music                     |                   |                |